# Khách sạn Bristol, Warszawa
Hotel Bristol, Warsaw là một di tích lịch sử và là một khách sạn sang trọng mở cửa vào năm 1901 nằm trên phố Krakowskie Przedmieście ở thủ đô của Ba Lan, Warszawa.

## Lịch sử

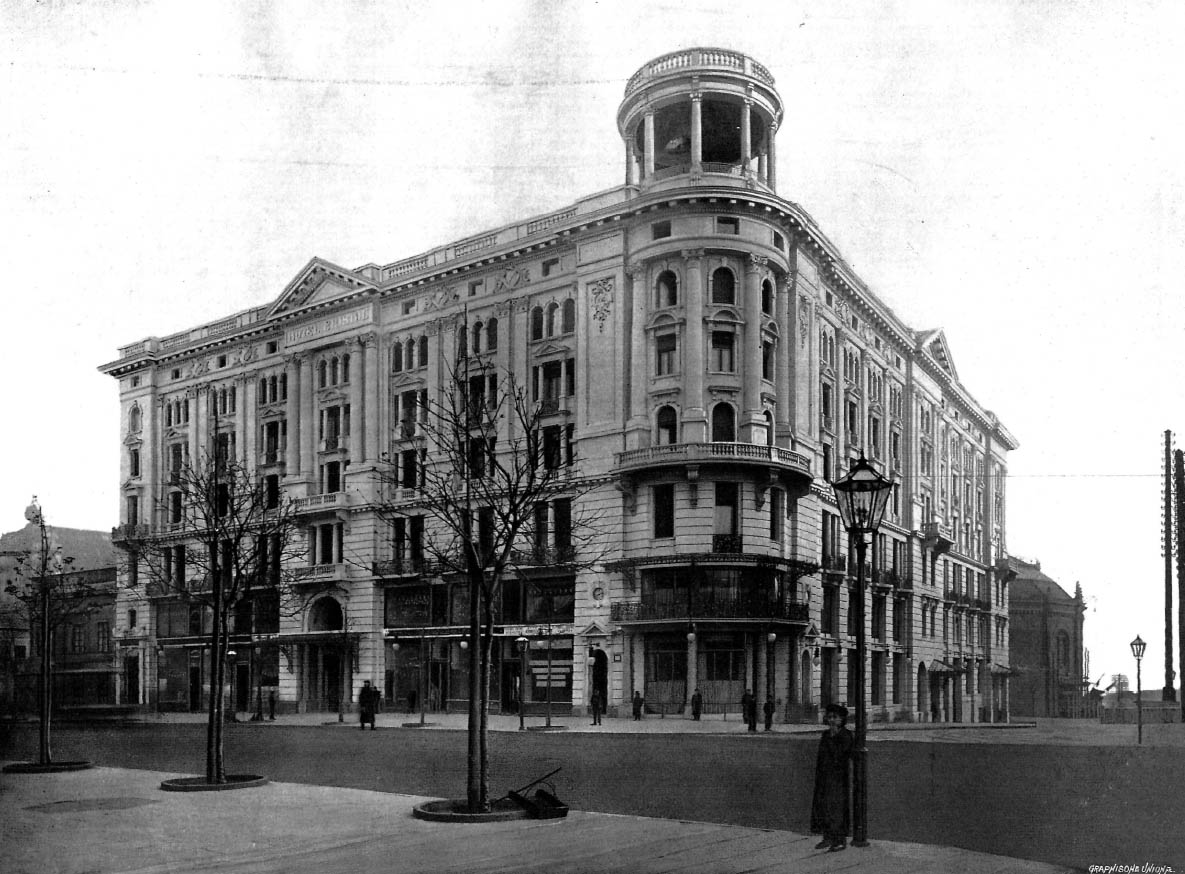
Khách sạn Bristol năm 1901

Khách sạn Bristol được xây dựng từ năm 1899-1900 nằm trên địa điểm của Cung điện Tarnowski bởi một công ty có các đối tác bao gồm nghệ sĩ piano người Ba Lan Ignacy Jan Paderewski Một cuộc thi đã được tổ chức để thiết kế tòa nhà, và các kiến trúc sư Thaddeus Stryjeriski và Franciszek Mączyński đã giành chiến thắng với thiết kế theo lối Art Nouveau của họ. Tuy nhiên, các nhà xây dựng đã quyết định thay đổi phong cách thành thiết kế theo kiểu Neo-Renaissance và giao cho kiến trúc sư Władysław Marconi để thiết kế khách sạn. Một số nội thất của nó được thiết kế bởi kiến trúc sư người Vienna nổi tiếng Otto Wagner Jr. Nền đá được đặt vào ngày 22 tháng 4 năm 1899 và khách sạn phục vụ riêng vào ngày 17 tháng 11 năm 1901 và chính thức mở cửa vào ngày 19 tháng 11 năm 1901. 

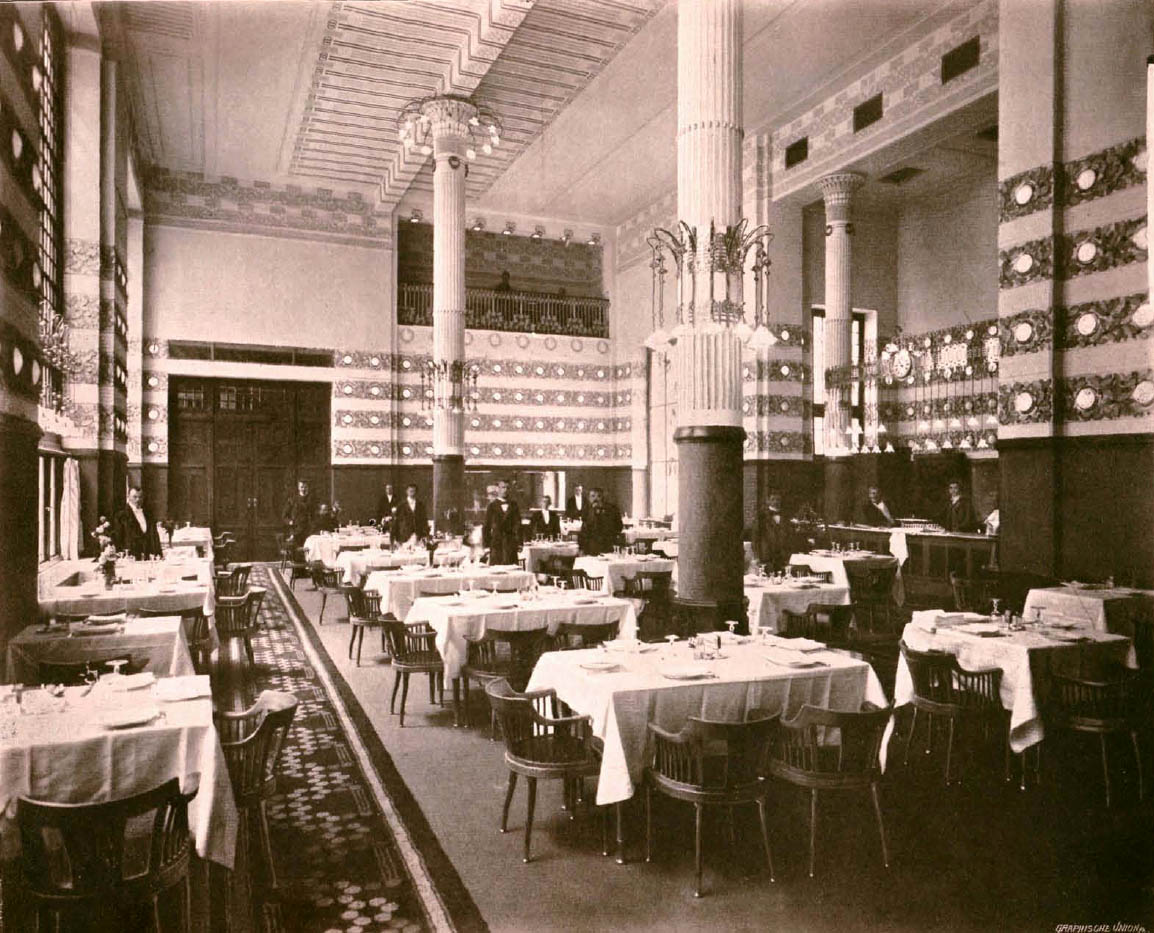
Quán cà phê sang trọng ở Bristol được thiết kế bởi Otto Wagner Jr., 1901

Sau khi Ba Lan giành được độc lập vào năm 1919, Paderewski trở thành Thủ tướng của Ba Lan và tổ chức phiên họp đầu tiên của chính phủ tại khách sạn này. Paderewski và các đối tác của ông đã bán cổ phần của họ trong khách sạn vào năm 1928 cho một ngân hàng địa phương, công ty đã cải tạo khách sạn vào năm 1934 với nội thất hiện đại bởi nhà thiết kế Antoni Jawornicki.
Sau cuộc xâm lược của Đức vào năm 1939, khách sạn đã được chuyển thành trụ sở của Chánh văn phòng quận Warsaw. Nó sống sót một cách kỳ diệu trong cuộc chiến, đứng một mình giữa đống đổ nát của khu phố. Sau chiến tranh, khách sạn được cải tạo và mở cửa trở lại vào năm 1945. 

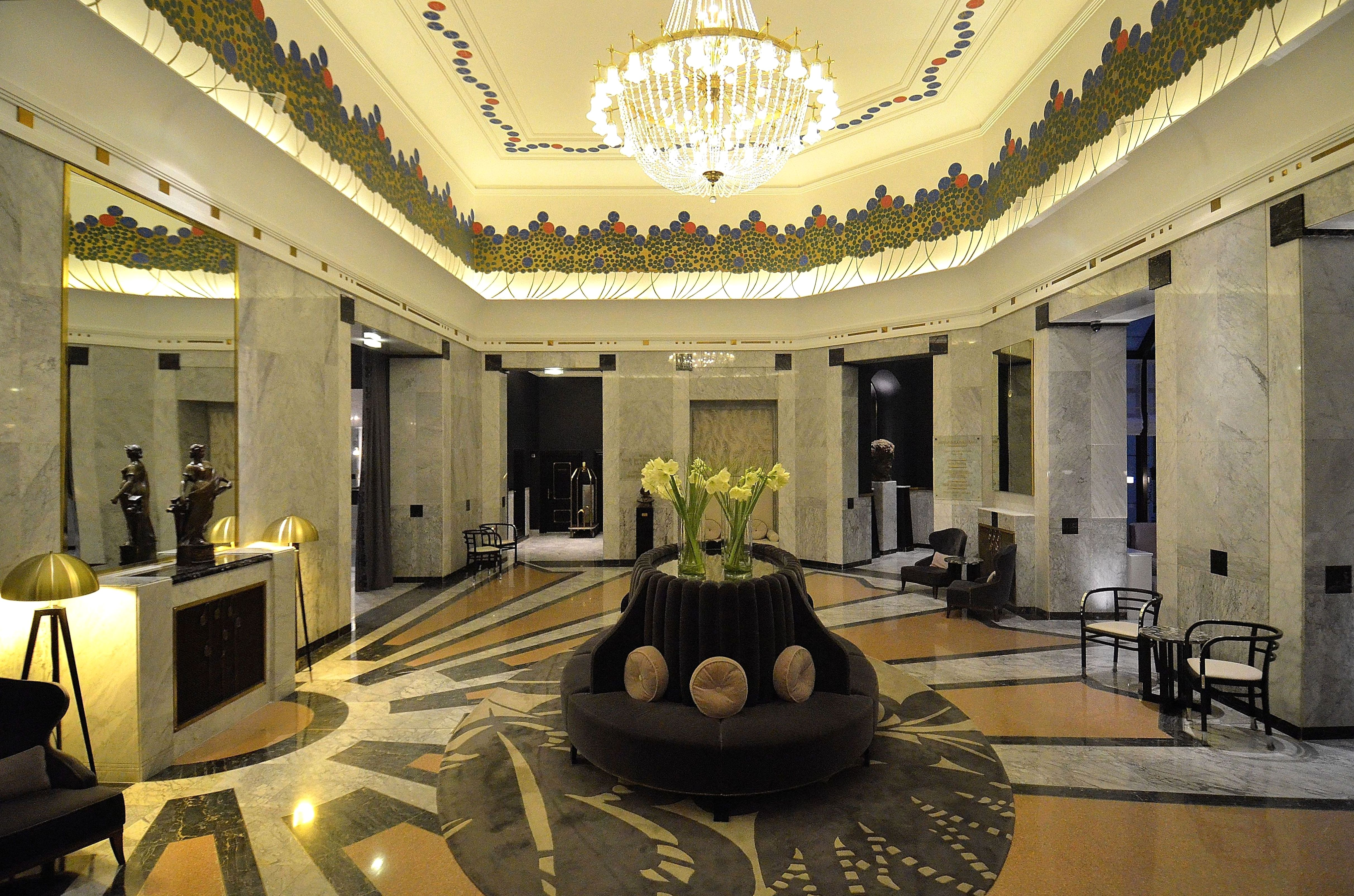
Sảnh khách sạn

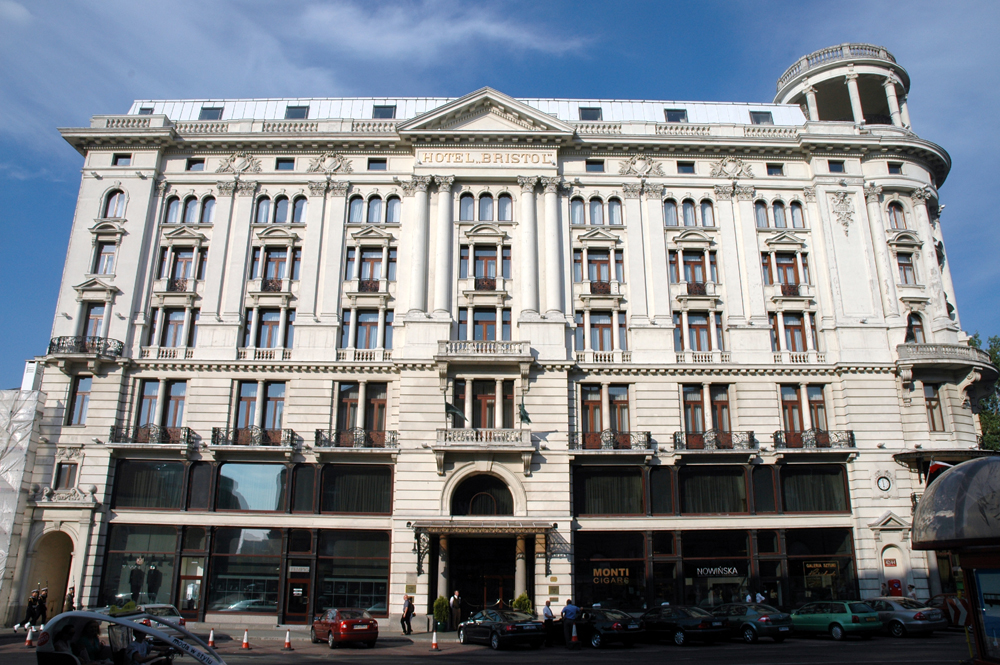
Mặt tiền của khách sạn nhìn từ Krakowskie Przingmieście

Thành phố Warsaw tiếp quản hoạt động của khách sạn vào năm 1947 và nó được quốc hữu hóa vào năm 1948 và gia nhập chuỗi Orbis do nhà nước quản lý vào năm 1952, phục vụ riêng cho du khách đến từ nước ngoài. Vào những năm 1970, các cơ sở lỗi thời của nó đã bị chính phủ hạ cấp xuống hạng hai và khách sạn được Thủ tướng Piotr Jaroszewicz tặng cho Đại học Warsaw vào năm 1977 để phục vụ như thư viện của họ. Thư viện đã đóng cửa năm 1981. Tuy nhiên, không có công việc nào được thực hiện và tòa nhà mòn mỏi trong những ngày suy yếu của chính quyền Cộng sản.
Sau khi chủ nghĩa Cộng sản sụp đổ năm 1989, khách sạn cuối cùng đã được khôi phục hoàn toàn về thời kỳ huy hoàng trước đó từ năm 1991-1993, với nội thất nguyên bản của các phòng công cộng được tái tạo để phù hợp với thiết kế năm 1901. Bristol được mở cửa trở lại vào ngày 17 tháng 4 năm 1993, với sự tham dự của Margaret Thatcher, như một phần của chuỗi khách sạn Forte Hotels của Anh. Từ năm 1998 đến 2013, khách sạn là một phần của chuỗi khách sạn Le Méridien. Ngoại thất đã được khôi phục lại vào năm 2005, và nội thất được trang trí lại vào năm 2013, sau đó khách sạn gia nhập vào Bộ sưu tập sang trọng của Khách sạn Starwood.

## Khách nổi tiếng
Trong suốt lịch sử lâu đời của mình, Hotel Bristol đã đón tiếp một số vị khách nổi tiếng từ khắp nơi trên thế giới ghé đến, trong đó bao gồm:
- Woody Allen
- Paul Anka
- Eugeniusz Bodo
- George H. W. Bush
- Jose Carreras
- Enrico Caruso
- Naomi Campbell
- Ray Charles
- Jacques Chirac
- Marie Curie
- Dalai Lama
- Gerard Depardieu
- Marlene Dietrich
- Elizabeth II
- Margot Fonteyn
- Dave Gahan
- Bill Gates
- Günter Grass
- Edvard Grieg
- Herbert Hoover
- Mick Jagger
- John Fitzgerald Kennedy
- Jan Kiepura
- Helmut Kohl
- Sophia Loren
- Paul McCartney
- Angela Merkel
- Pablo Neruda
- Jacqueline Kennedy Onassis
- Ignacy Jan Paderewski
- Pablo Picasso
- Józef Piłsudski
- Michel Platini
- Lionel Richie
- Artur Rubinstein
- Richard Strauss
- Karol Szymanowski
- Wisława Szymborska
- Margaret Thatcher
- Tina Turner

## Hình ảnh

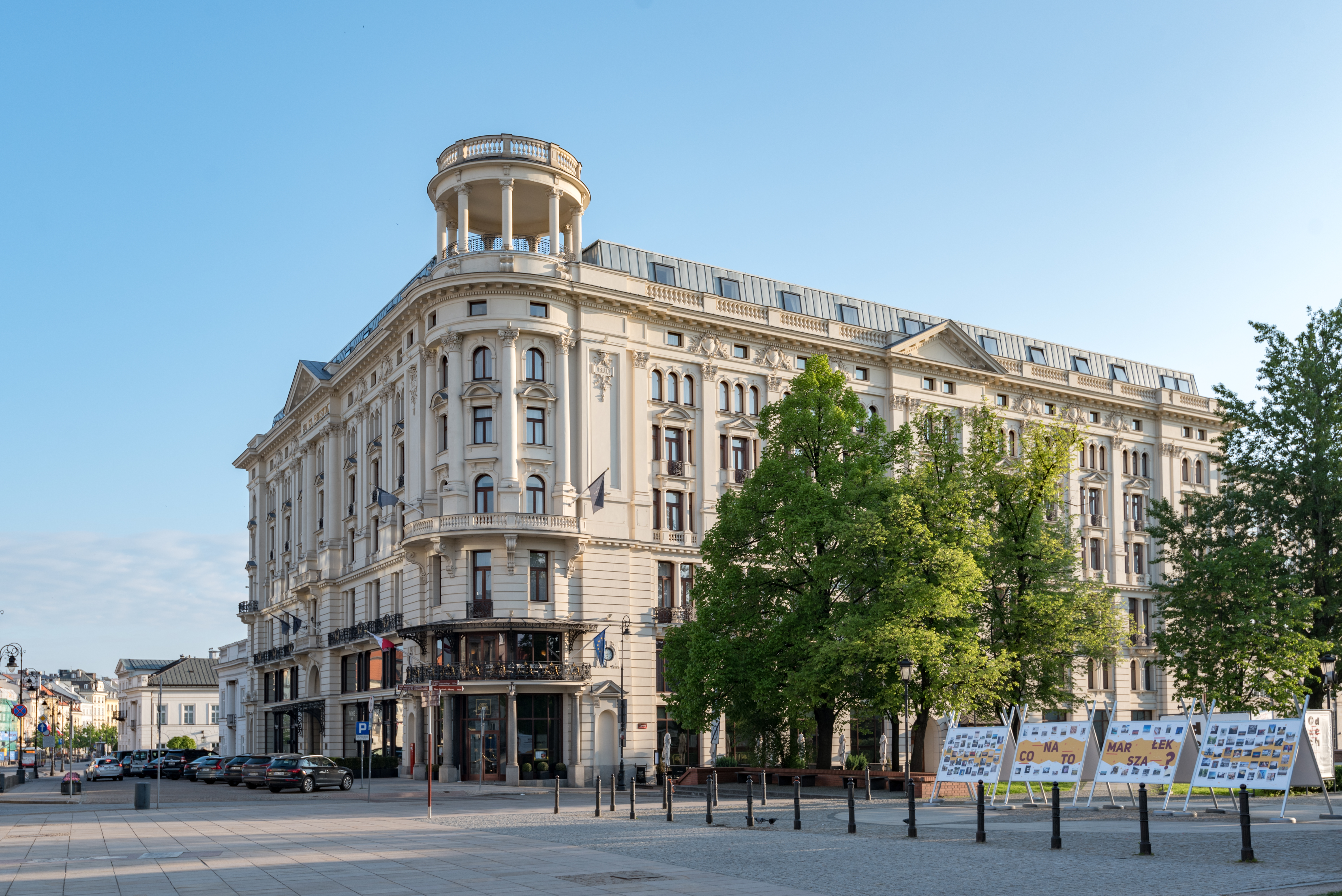
Khách sạn Bristol ở góc phố Karowa và Krakowskie Przingmieście
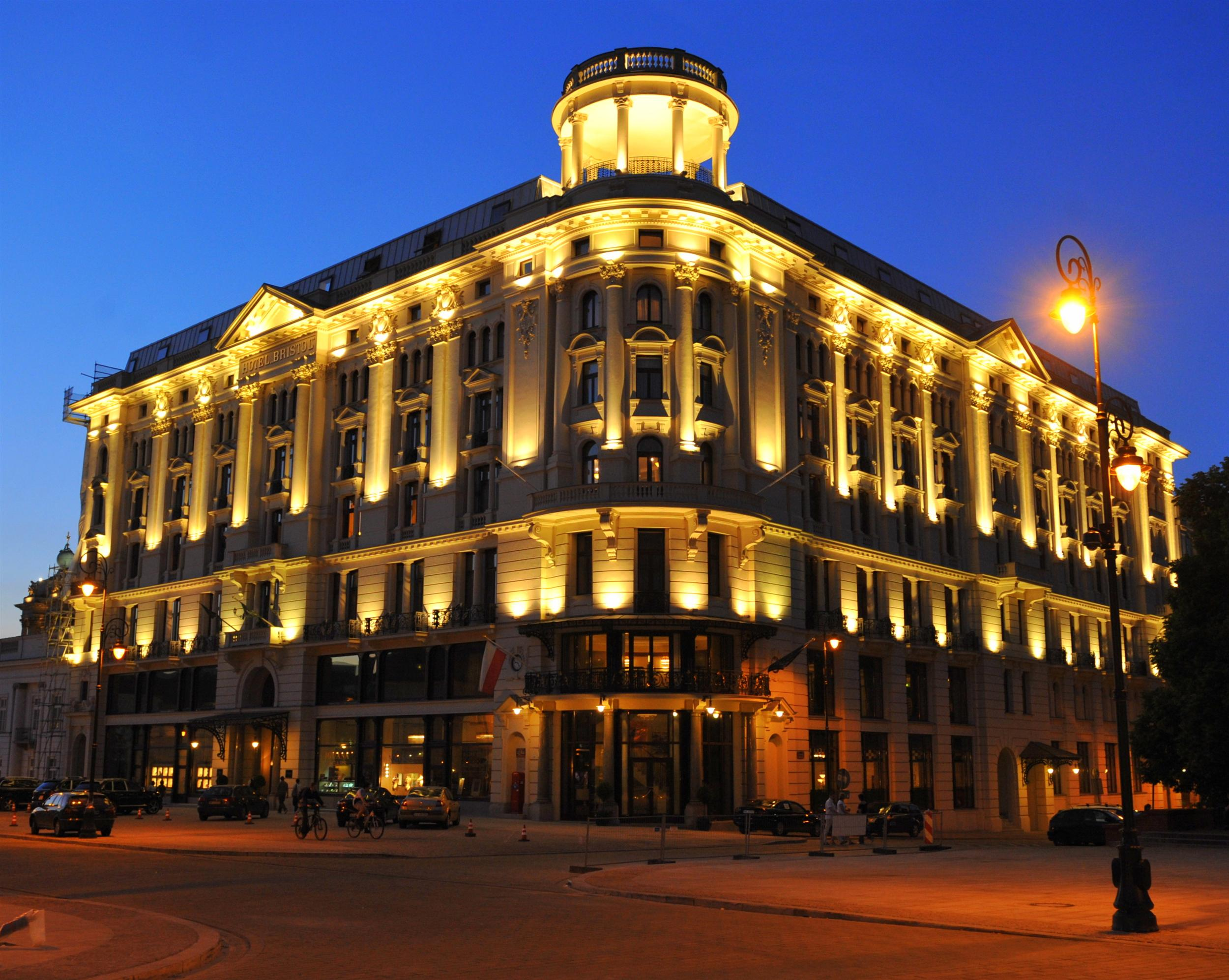
Khách sạn Bristol vào ban đêm
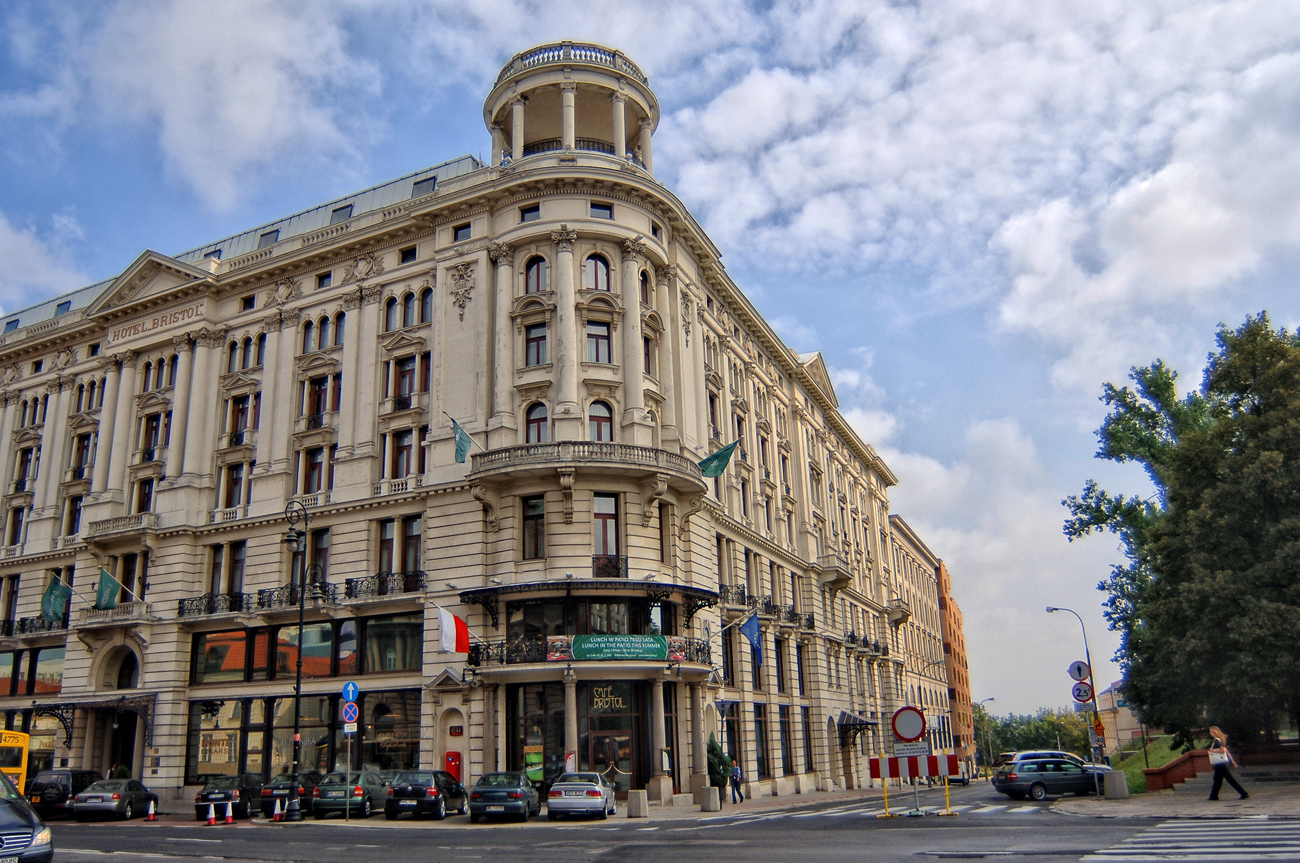
Khách sạn Bristol năm 2006 trước khi cải tạo
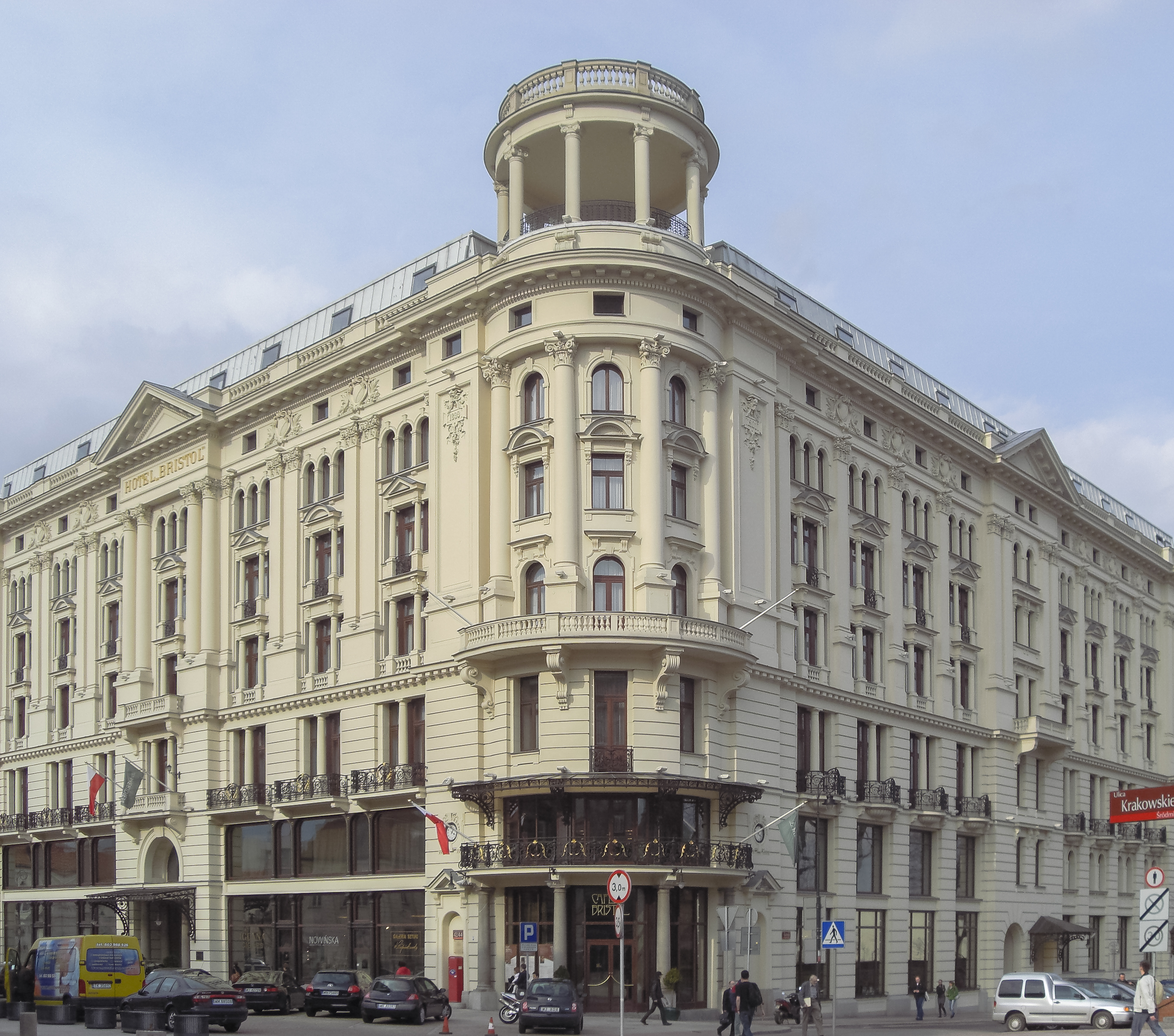
Lối vào chính
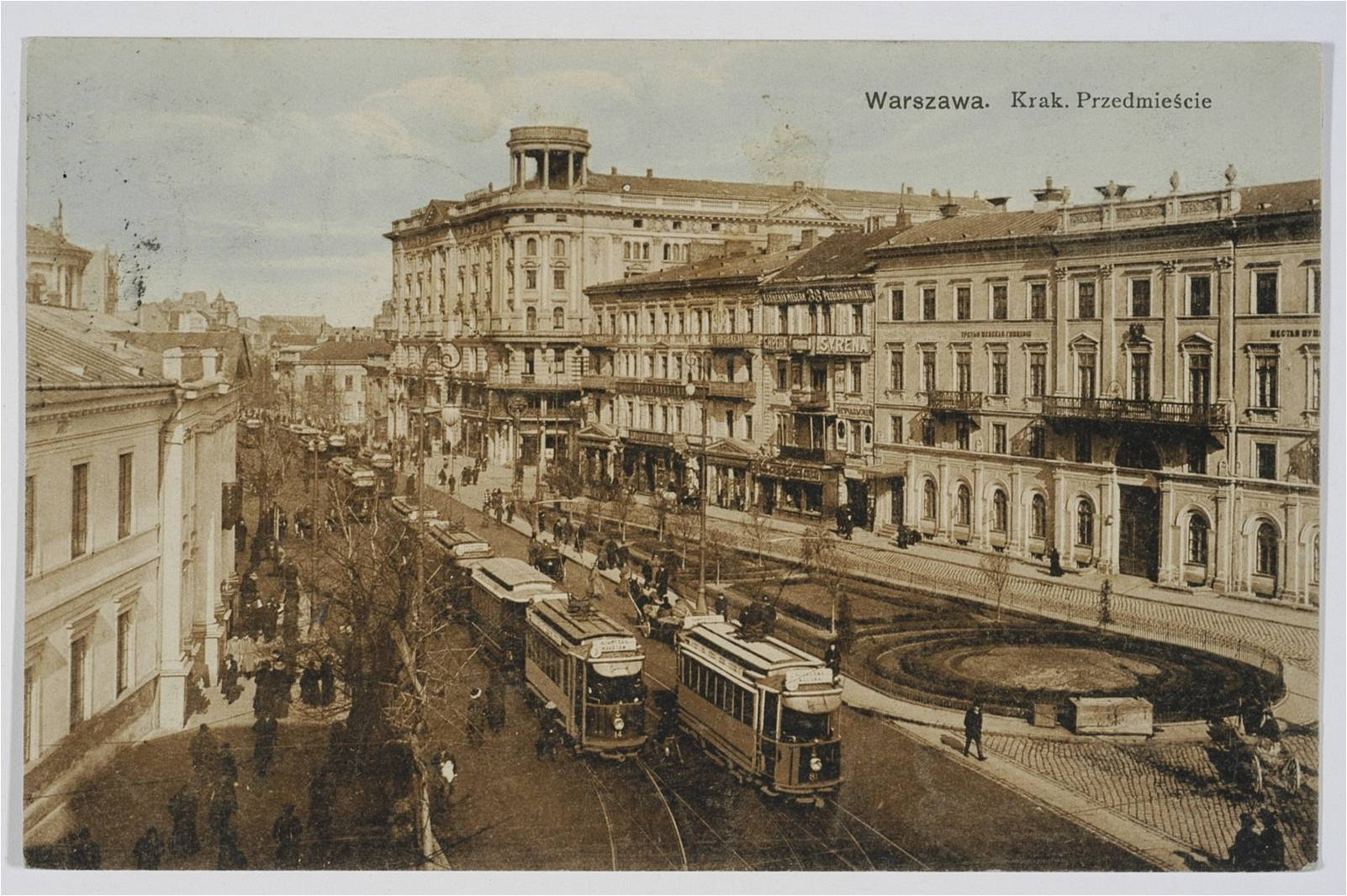
Hình ảnh lịch sử của khách sạn Bristol ở Warsaw, 1910
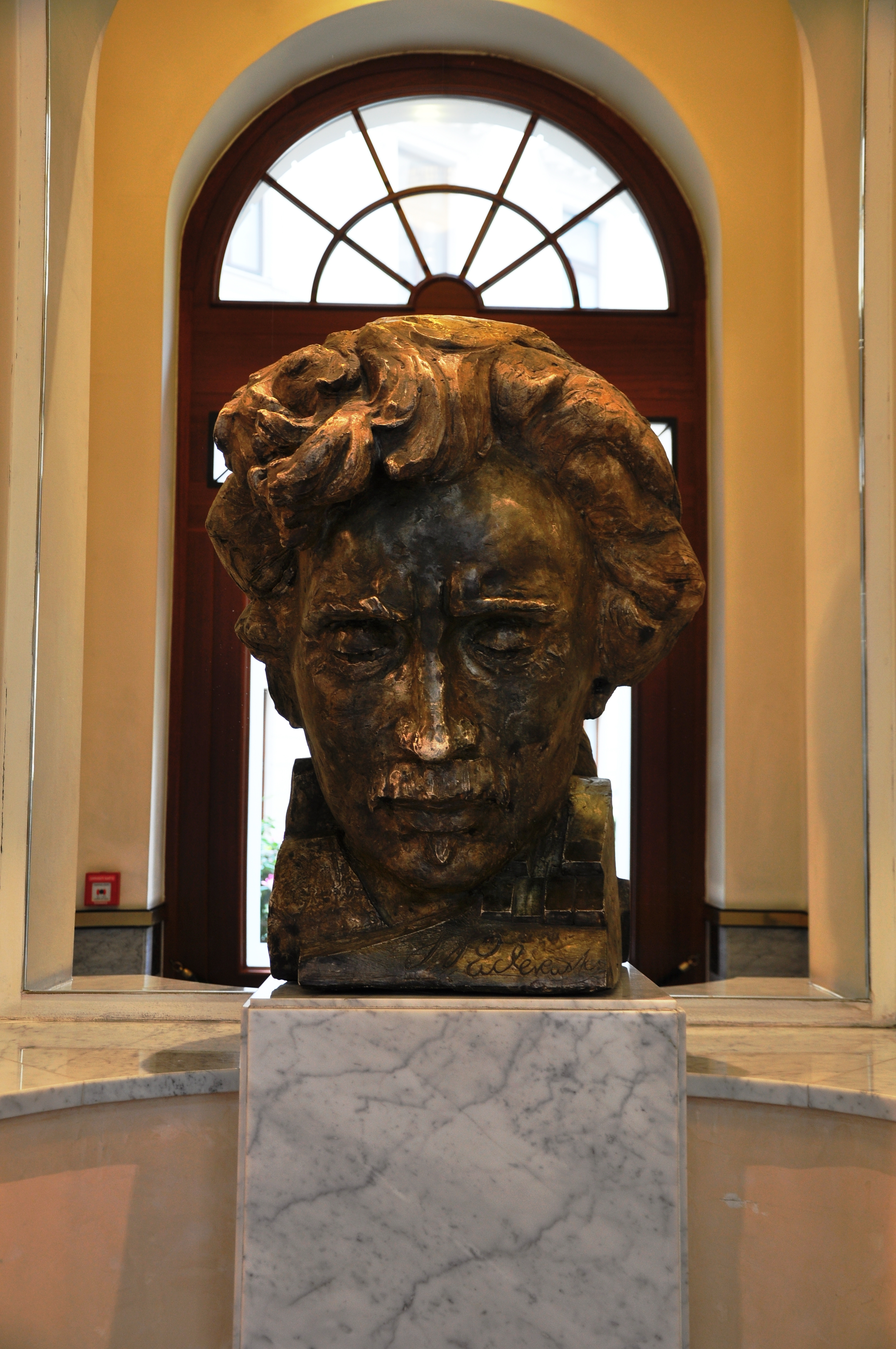
Bức tượng bán thân của Frédéric Chopin
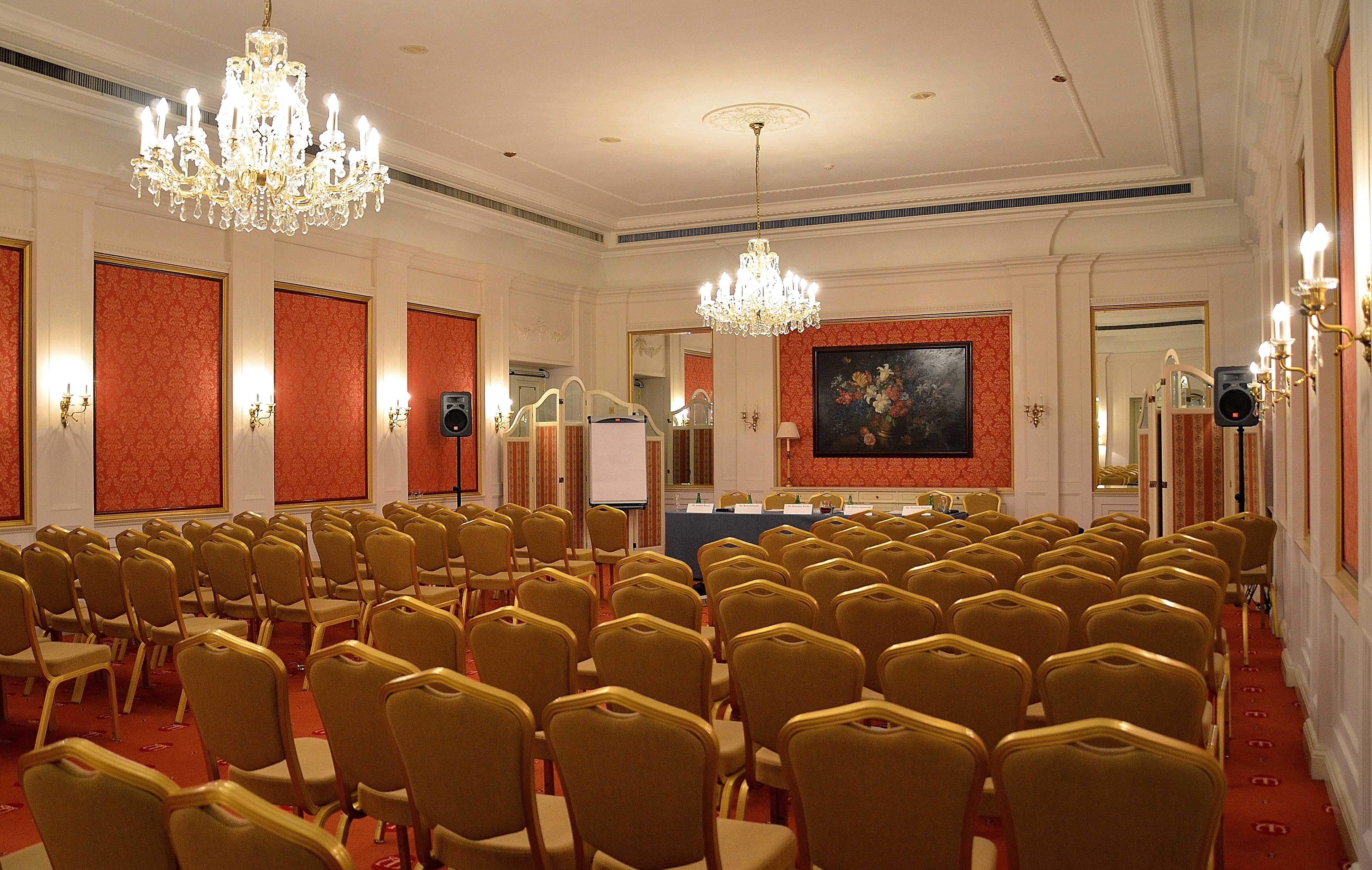
Hội trường Malinowa

## liên kết ngoài
Tư liệu liên quan tới Khách sạn Bristol ở Warsaw tại Wikimedia Commons
- Trang web chinh thưc